# Моара-Домняске (Ілфов)
Моара-Домняске (рум. Moara Domnească) — село у повіті Ілфов в Румунії. Входить до складу комуни Геняса.
Село розташоване на відстані 13 км на північний схід від Бухареста, 138 км на південь від Брашова.

## Населення
За даними перепису населення 2002 року у селі проживали 606 осіб, з них 604 особи (99,7%) румунів. Рідною мовою 605 осіб (99,8%) назвали румунську.